# August Momberger
August "Bubi" Momberger, né le 26 juin 1905 et décédé le 22 décembre 1969, était un pilote automobile allemand.
August Momberger commence à courir dans des courses de côte au début des années 1920. Pour sa première saison de Grands Prix, en 1926 il s'engage au Grand Prix d'Allemagne sur une NSU mais est contraint à l'abandon. En 1928, Momberger prend le départ du Grand Prix d'Allemagne sur une Bugatti T35B de l'équipe Bugatti, mais abandonne dès le troisième tour, trahi par sa pompe à eau.
En 1929, August Momberger s'engage avec Daimler-Benz AG. Il prend part aux Grands Prix de Rome sur Mercedes-Benz SS, où il abandonne, d'Allemagne Sport où il finit troisième avec Max von Arco-Zinneberg (de), et de Monza ― toujours sur Mercedes-Benz SSK ― où il termine encore troisième.
Affecté au poste de pilote de réserve en 1931, il ne prend pas part au Grand Prix d'Allemagne et n'a dès lors plus l'occasion de courir pour la firme à l'étoile. Il prend sa retraite de pilote, mais est rappelé par Auto Union AG en 1934 qui lui propose de courir sur Auto Union Type A. Pour sa première course à l'Avusrennen, il se classe troisième puis, en Suisse, il se classe second et en Italie septième. Il prend définitivement sa retraite à la fin de l'année.
August Momberger meurt le 22 décembre 1969.

## Source de traduction
- (sl) Cet article est partiellement ou en totalité issu de l’article de Wikipédia en slovène intitulé « August Momberger » (voir la liste des auteurs).